# Korab
A Korab (albánul: Mal i Korabit, macedónul: Кораб [Korab]) hegység a Balkán-félszigeten, Albánia és Észak-Macedónia határán.

## Földrajza
A Korab az albán–macedón–koszovói hármashatártól délre, a Šar-hegységtől délnyugatra, a Dešat (Дешат, Deshat) hegytől pedig északra található. 40 km hosszan húzódik észak-déli irányban a Fekete-Drin folyó és mellékfolyója, a Radika között. Az erősen tagolt hegyvonulat elsősorban paleozoikumi mészkőből és palából épül fel, de erősen lepusztult, perm-triász kori gipszsziklák is megtalálhatók rajta. Nyugaton a hegység meredek sziklafalakkal emelkedik majd 3000 méteres magasságba, az északi oldal erősen tagolt, sziklás. Legmagasabb pontja a Korab-hegy (2764 m). A csúcsok között tektonikus hasadékvölgyek futnak kelet felé, a macedón oldalán fekvő Radika folyó irányába. Meredek sziklafalaik akár 500 méteresek is lehetnek. 
A hegység 2000 méter fölötti régióiban a klíma alpesi, az ennek megfelelő növényzettel. 
A hegységben a Dlaboka folyó felső szakaszán található Korab-vízesés, Észak-Macedónia legmagasabb vízesése, amely tavasszal 130 méter magasról zúdul alá.
2011 óta az albán oldal a Korab-Koritnik Natúrpark része, a macedón oldalon pedig a Mavrovo Nemzeti Park található 1949 óta.

## Csúcsok
- Korab (2764 m)
- Korab II (2756 m)
- Korab III (2724 m)
- Korab-kapu (2727 m)
- Moravai-hegy (2718 m)
- Shulani i Radomirës (2716 m)
- Kis-Korab (2683 m)
- Kepi Bar (2595 m)
- Kabaš (2395 m)
- Gramai-hegy (2345 m)
- Ciganski Premin (2295 m)
- Plocha (2235 m)

## Hágók
A főgerincen két fő hágó található, a Kis Korab-kapu (Maja Portat e Korabit, Mala Korapska vrata, 2465 m) és a Nagy Korab-kapu (Velika Korabska Vrata, 2062 m). Egy kisebb hágó a Ciganski Premin (2289 m).

## Képek

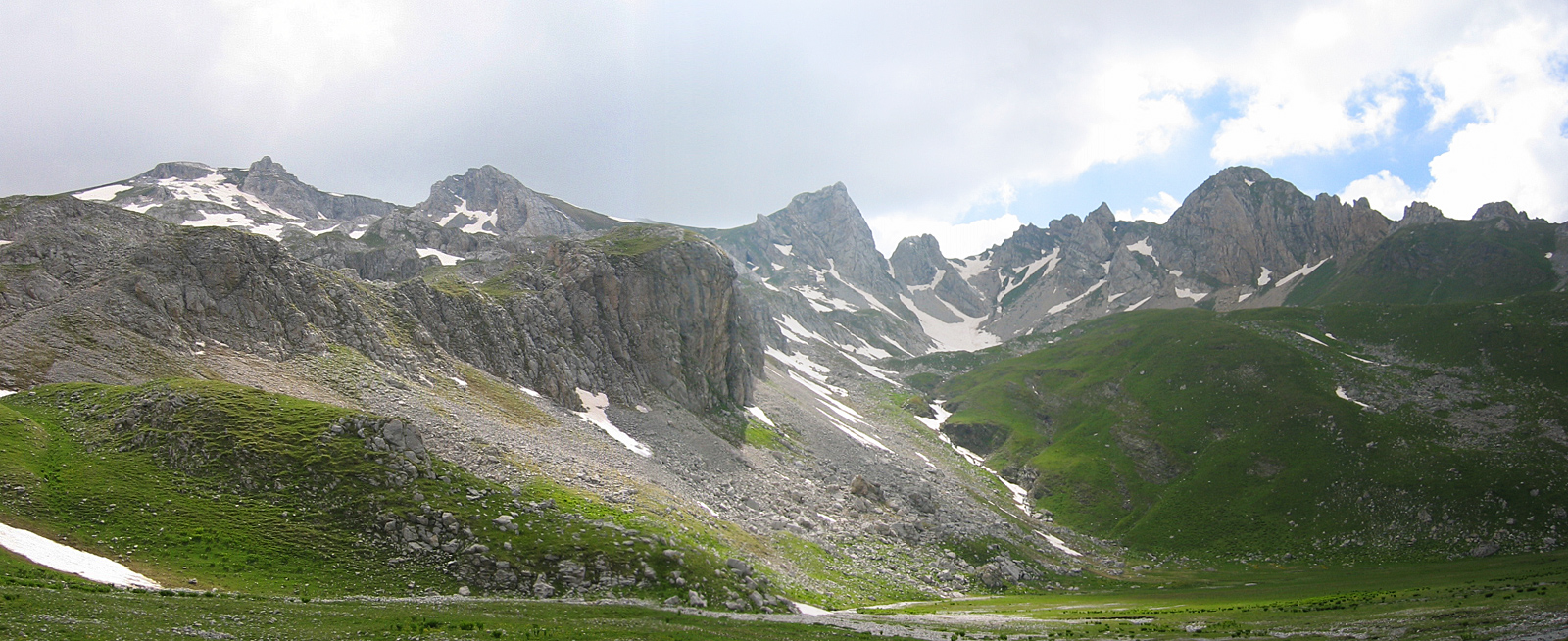
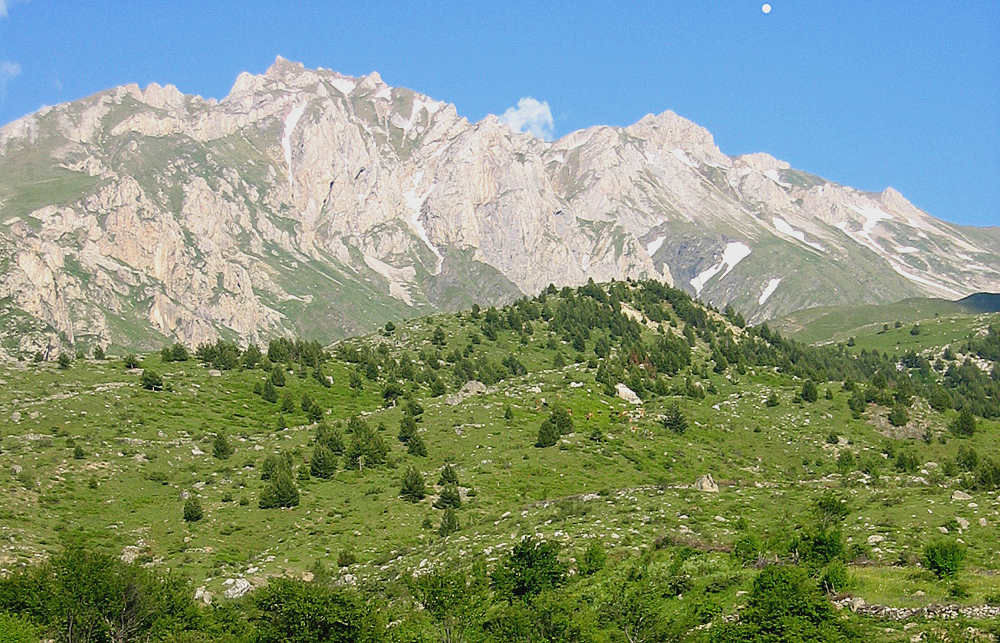
A Korab nyugatról
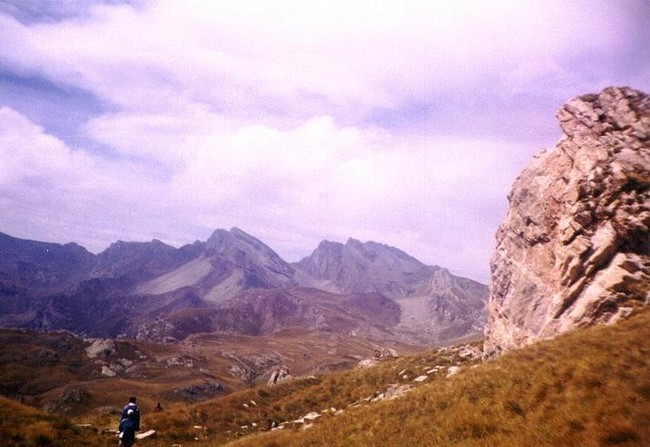
A kettős csúcs
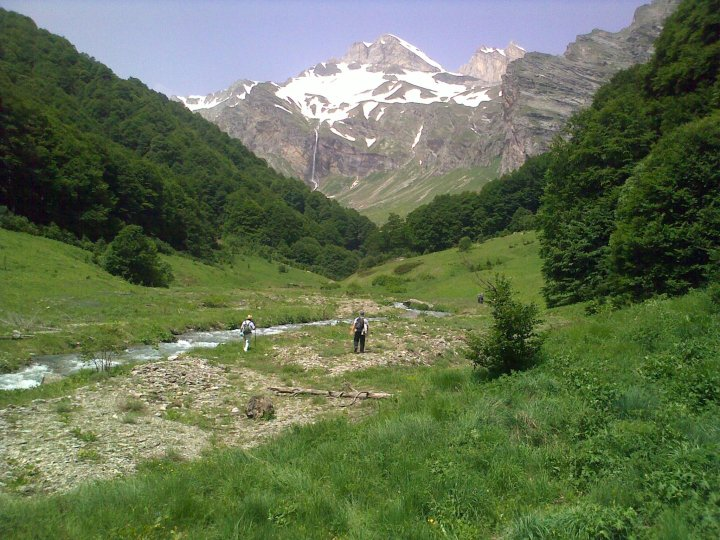
A Dlaboka völgye (háttérben a vízesés)
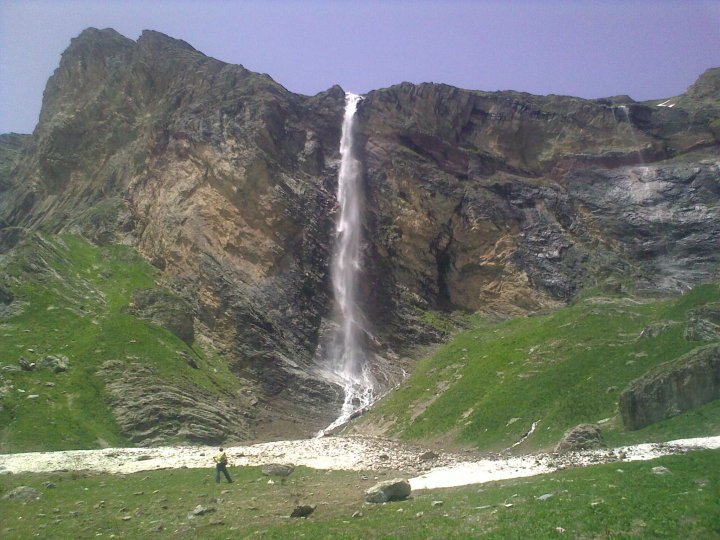
A Korab-vízesés